# Martin Johnson Heade
Martin Johnson Heade (Lumberville, 11 agosto 1819 – St. Augustine, 4 settembre 1904) è stato un pittore statunitense.
Artista romantico, si dedicò in prevalenza alla riproduzione di fiori, uccelli tropicali e ritratti. Più di un terzo della sua opera è però costituito da paesaggi, per i quali Heade è stato accomunato, non senza critiche, alla Hudson River School e alla corrente luminista.

## Biografia
Figlio di un magazziniere, Heade nacque in un piccolo borgo lungo il fiume Delaware, in Pennsylvania. Fece i suoi studi d'arte come allievo di Edward Hicks e iniziò a produrre quadri negli anni '40. Allestì la sua prima mostra nel 1841 presso la Pennsylvania Academy of Fine Arts di Filadelfia, cui seguì nel 1843 un'esposizione alla National Academy of Design di New York. Dal 1848 in poi Heade espose con continuità.
Ma già da tempo Heade aveva cominciato a viaggiare. All'inizio andò in Europa, fermandosi due anni a Roma, poi, dal 1863, si dedicò ai paesi tropicali, visitando più volte il Brasile, dal 1863 al 1866, quindi il Nicaragua nel 1870 e infine Colombia, Panama e Giamaica. Si definì per questo un artista "itinerante".

La sua base, comunque, dal 1859 fu New York, dove conobbe John Frederick Kensett, Sanford Robinson Gifford, Albert Bierstadt e Frederic Edwin Church di cui divenne amico. Frequentò pertanto i protagonisti della Hudson River School rimanendone solo parzialmente influenzato, e che lo introdussero alla pittura paesaggistica.

Alternò quindi i paesaggi dei dintorni di New York alle orchidee e ai colibrì tropicali che ritraeva durante i suoi viaggi in Sud America.

Nel 1883, a 64 anni, prese moglie e si stabilì a St. Augustine, in Florida. Fu questo il periodo delle magnolie, delle vedute della Florida e delle nature morte con fiori non esotici.

Morì a St Augustine nel 1904, all'età di 85 anni.
Heade non fu mai famoso in vita e per la prima parte del XX secolo fu addirittura dimenticato. I suoi lavori attirarono l'attenzione degli studiosi, degli storici dell'arte e dei collezionisti solo attorno al 1940. In particolare, destò l'interesse dei critici una mostra del 1943 al Museum of Modern Art dove compariva il suo "Thunderstorm Over Narragansett Bay" del 1898. Le sue opere furono allora ricercate e riscoperte all'interno di collezioni private e di dimenticati magazzini. Molte di esse furono trovate occasionalmente in luoghi alquanto improbabili, come le autorimesse in vendita o i mercatini delle pulci.

Heade fu subito riconosciuto come uno dei maggiori artisti americani e oggi i più importanti musei degli Stati Uniti espongono i suoi quadri.
In base ai suoi paesaggi egli fu considerato all'inizio come un artista appartenente alla Hudson River School, ma ad un esame più attento si notò come i paesaggi stessi costituivano solo uno scarso 40% della sua produzione, e di questo solo un quarto appariva riconducibile allo stile della Hudson River School. Pertanto un giudizio sulla sua collocazione stilistica deve essere ancora formulato.

Nel 2004 la memoria di Heade fu onorata con l'emissione di un francobollo delle Poste americane che riproduceva il suo quadro "Magnolia gigante su un panno di velluto blu".

Heade ha ispirato artisti contemporanei come David Bierk e Ian Hornak.

## Galleria d'immagini

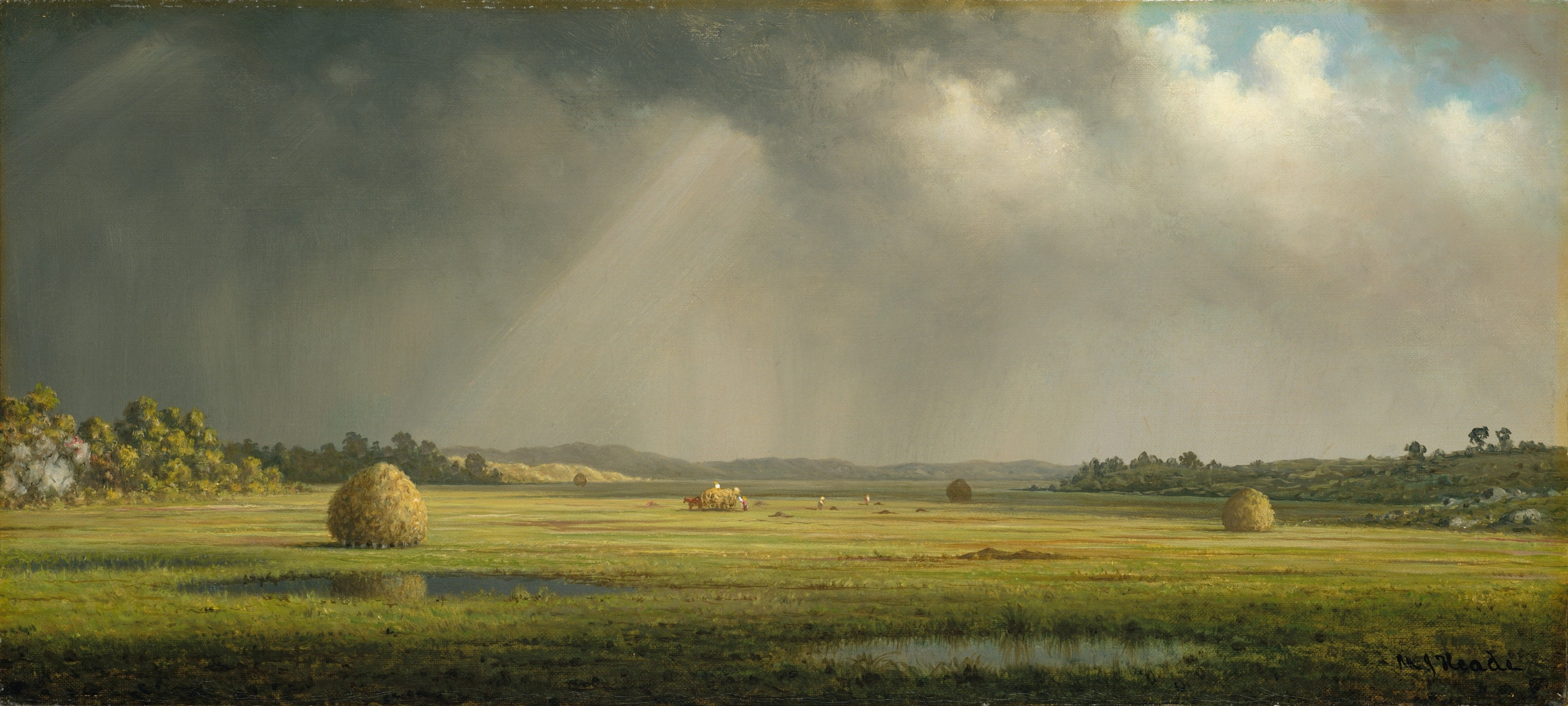
La prateria di Newburyport
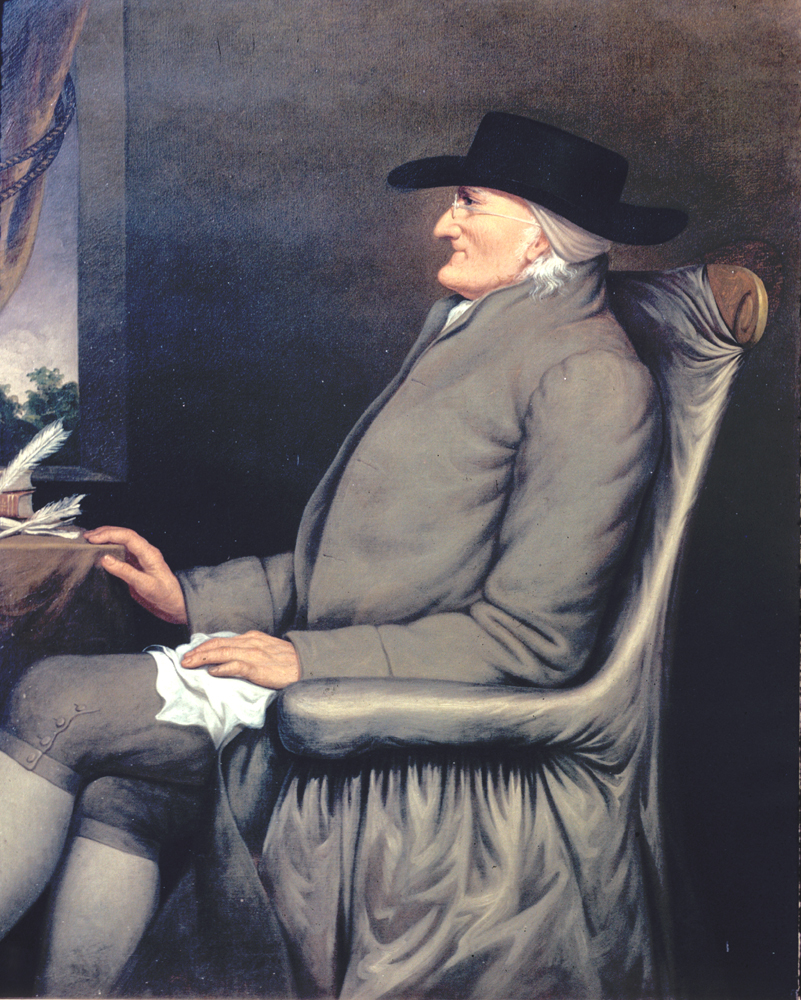
Ritratto di Moses Brown
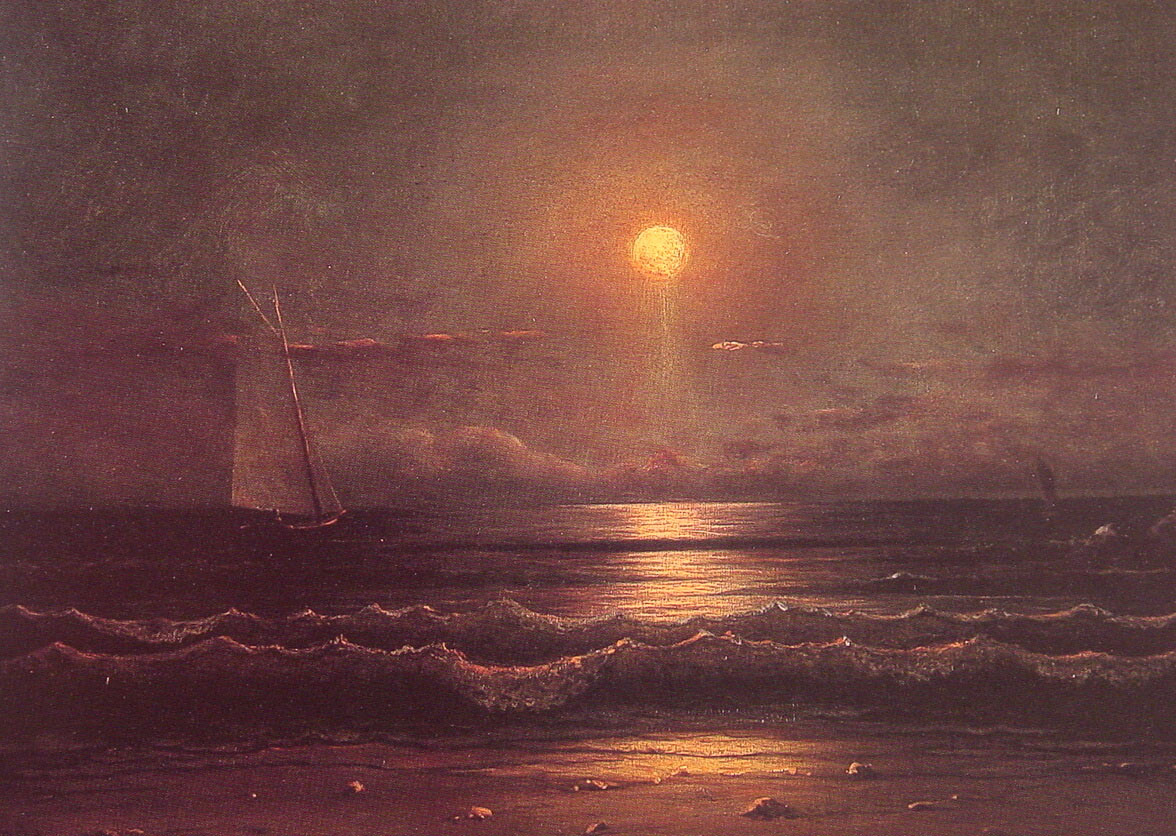
Veleggiare al chiaro di luna

### Paesaggi e Marine

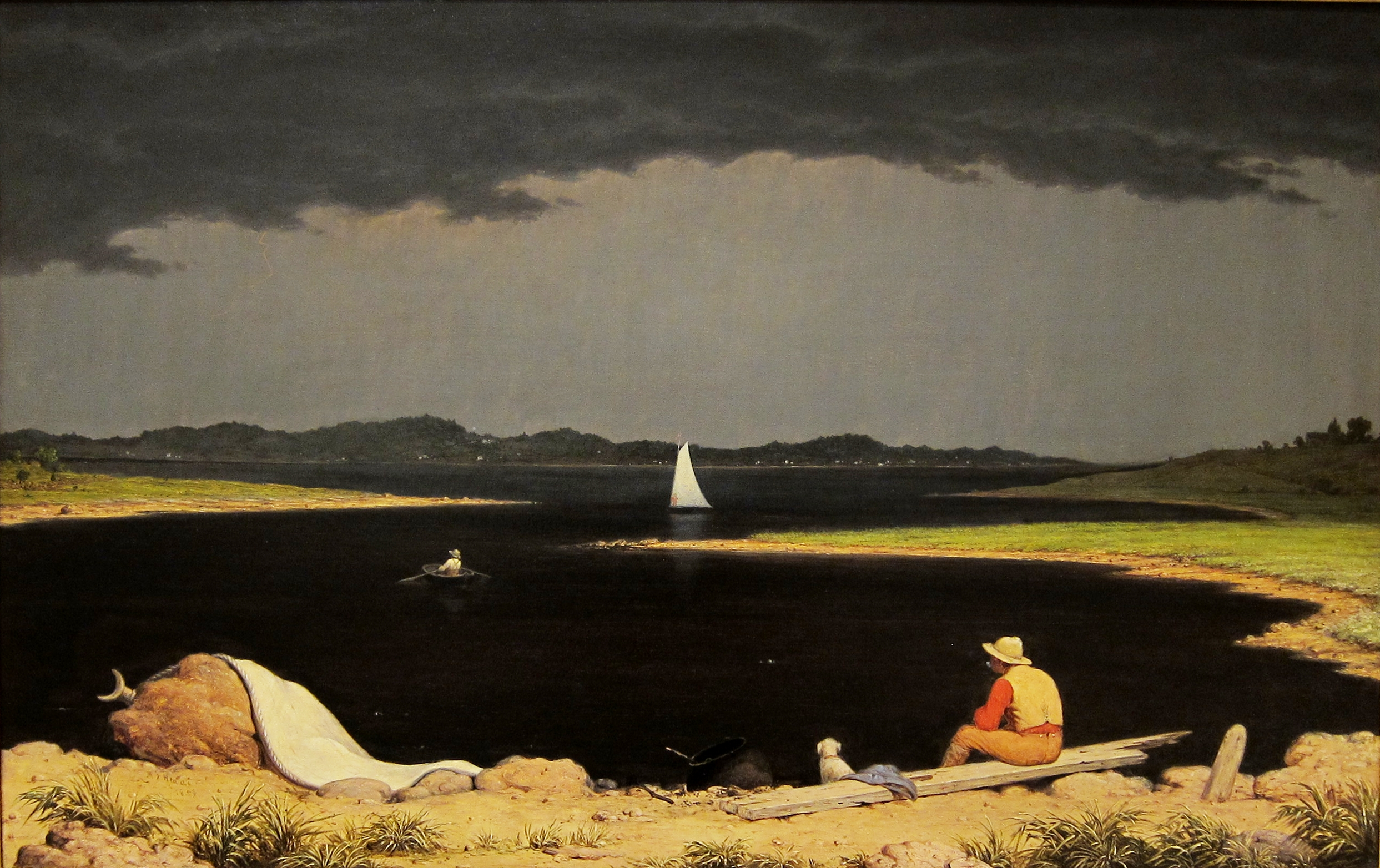
L'avvicinarsi di un temporale
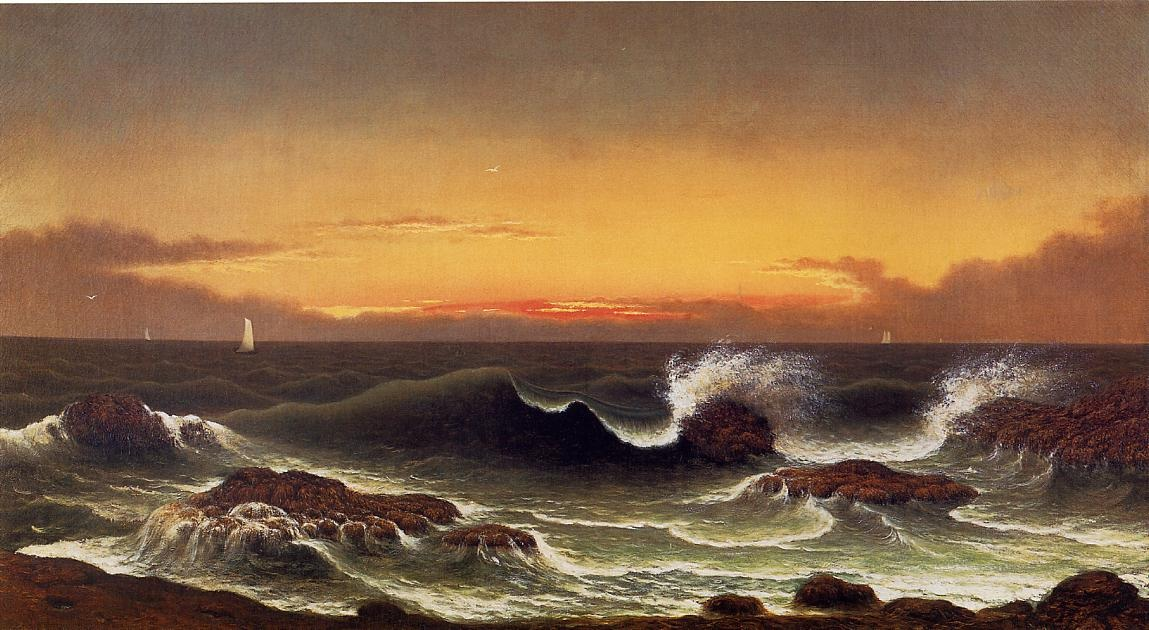
Paesaggio marino: l'aurora
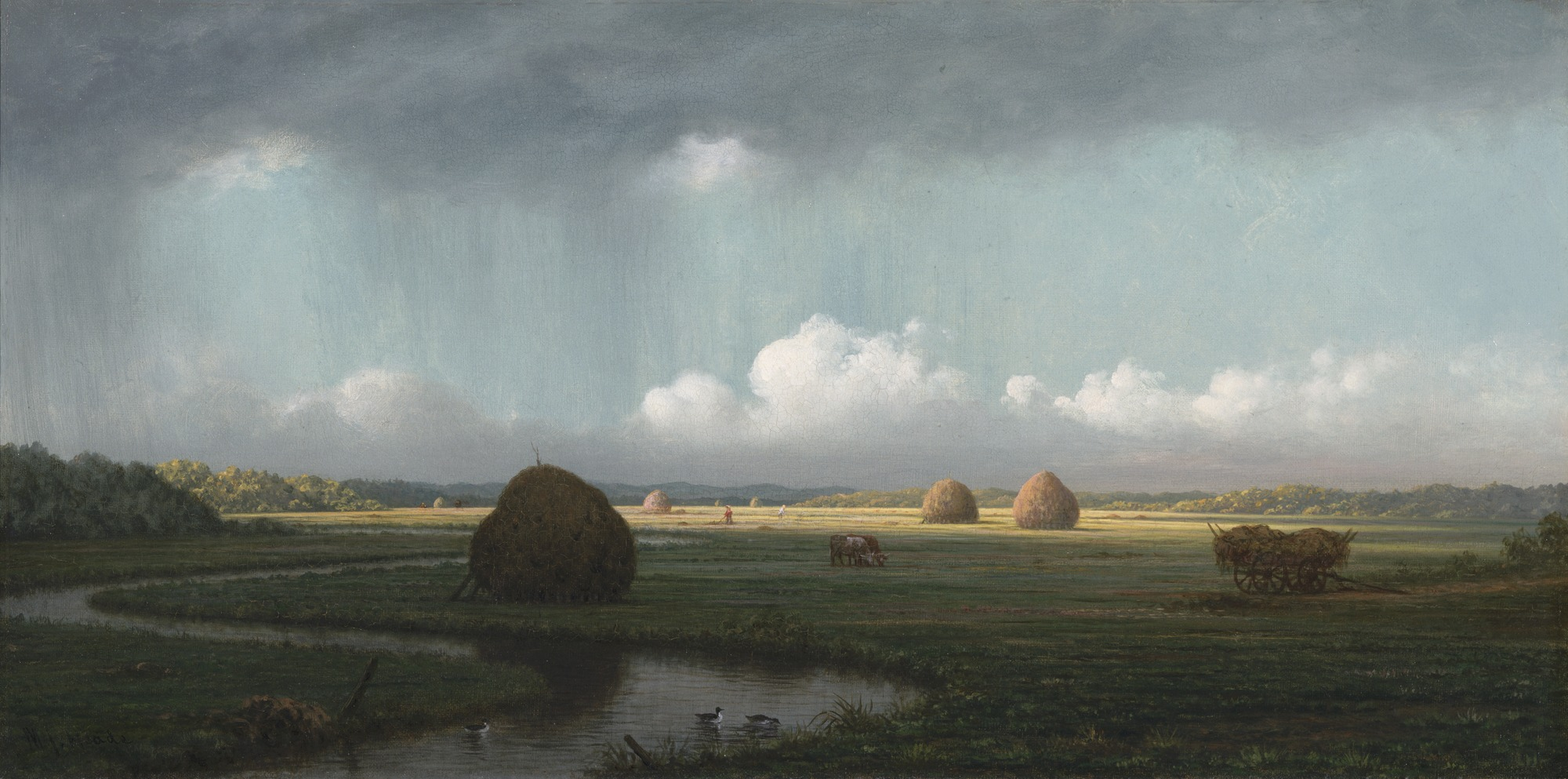
Vista sulle paludi di Newbury

### Fiori e uccelli

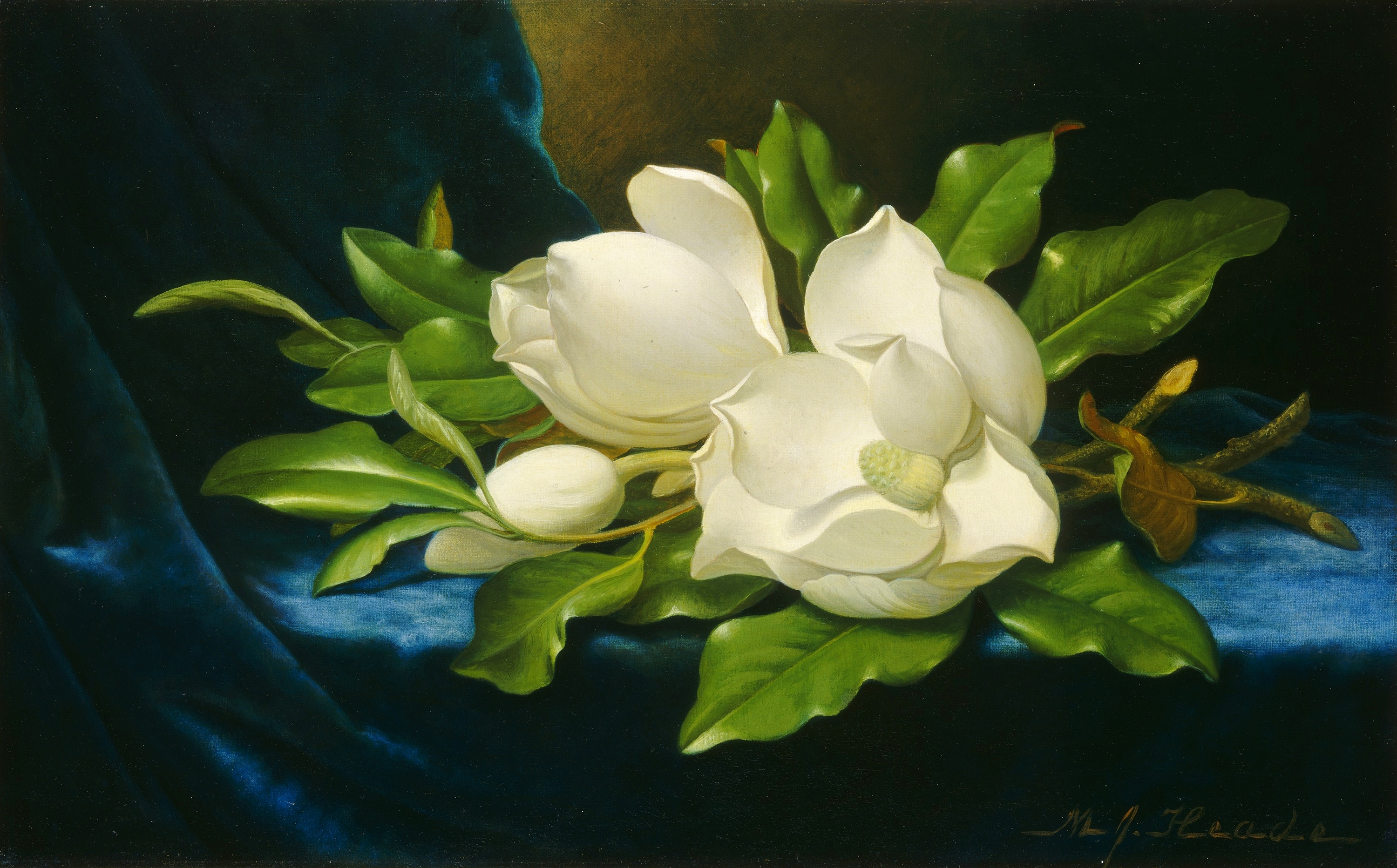
Magnolia gigante su un velluto blu
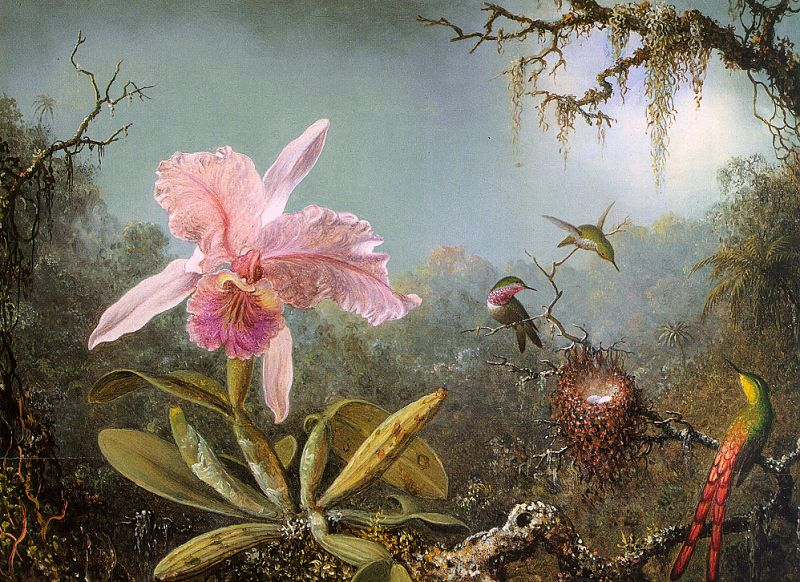
Orchidea Cattelia e tre colibrì brasiliani
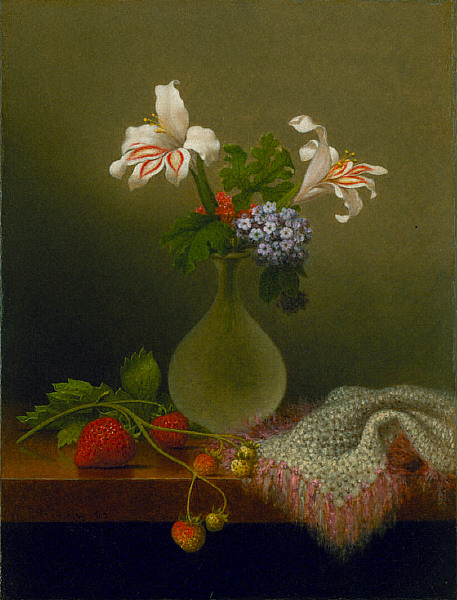
Vaso di mughetti e eliotropi
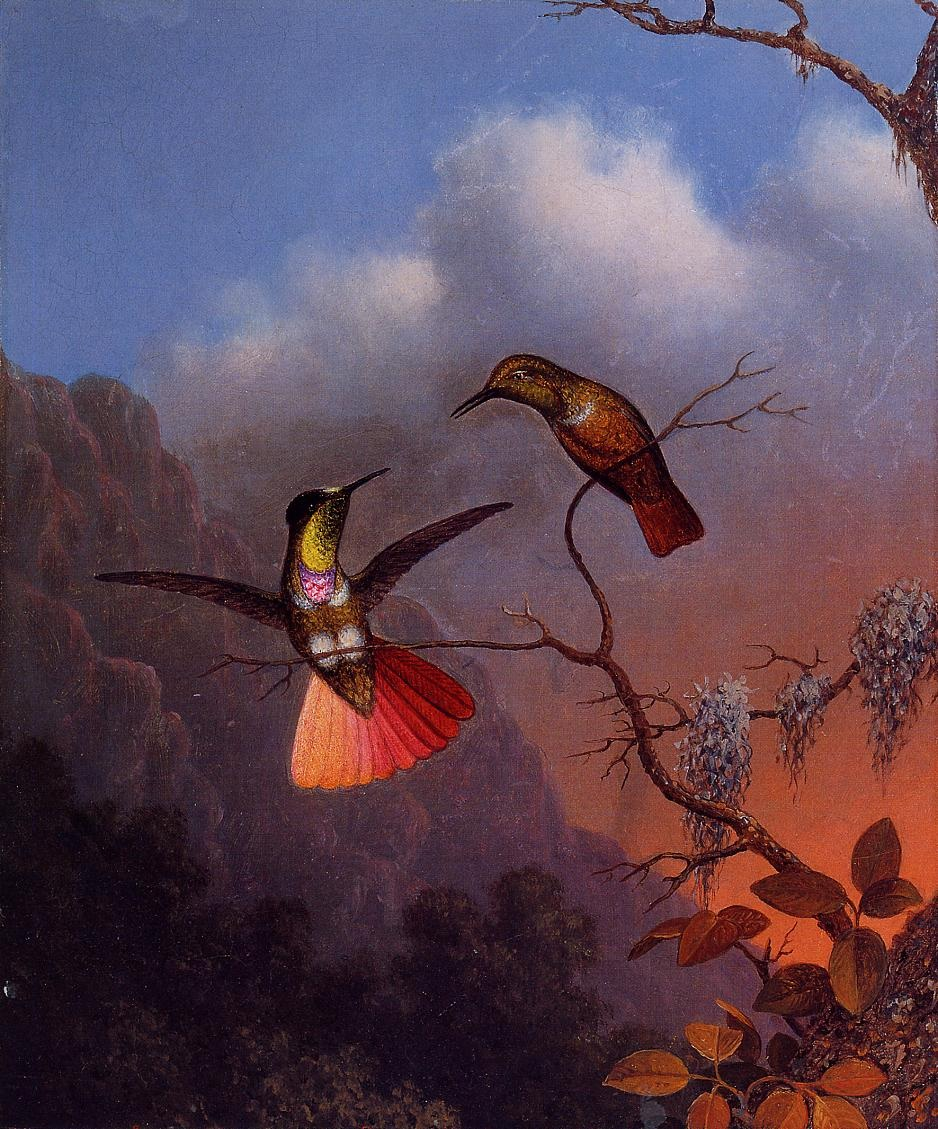
Hooded Visorbearer
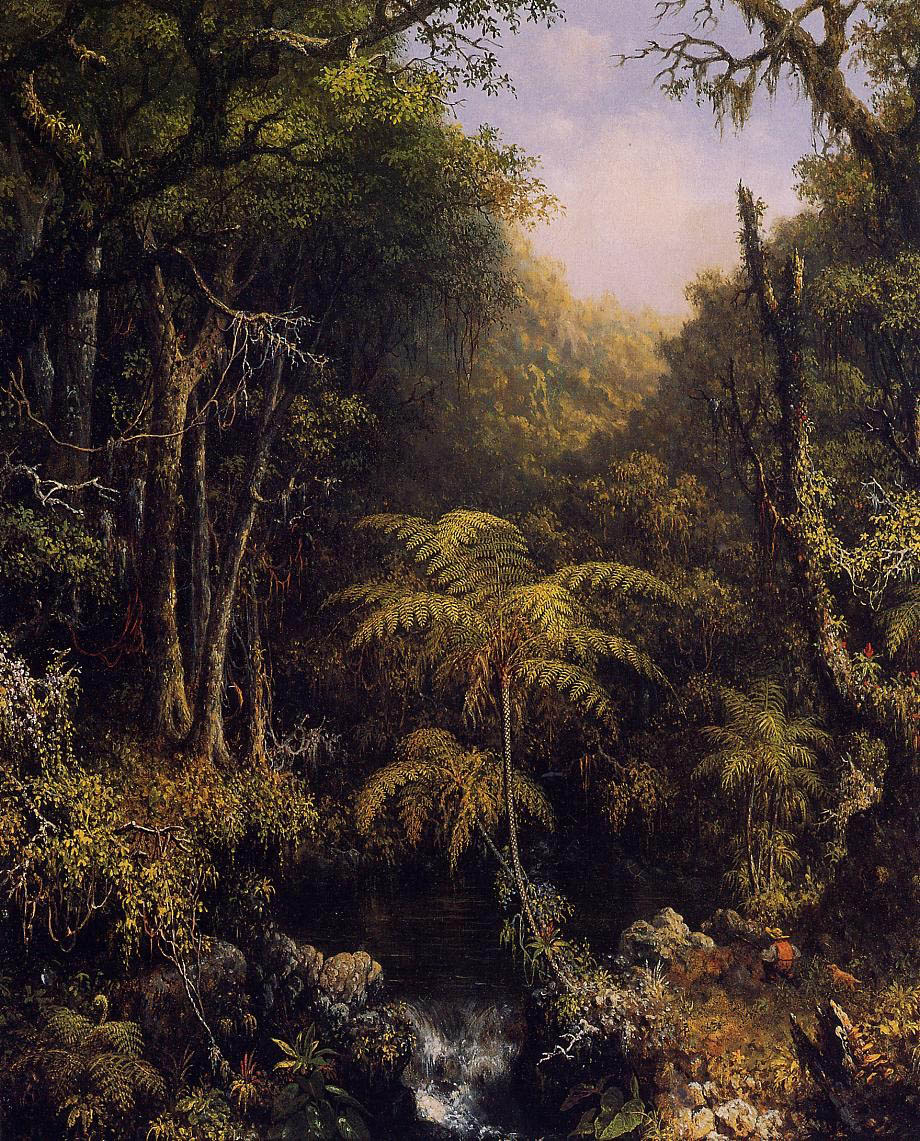
Foresta brasiliana

## Collegamenti esterni

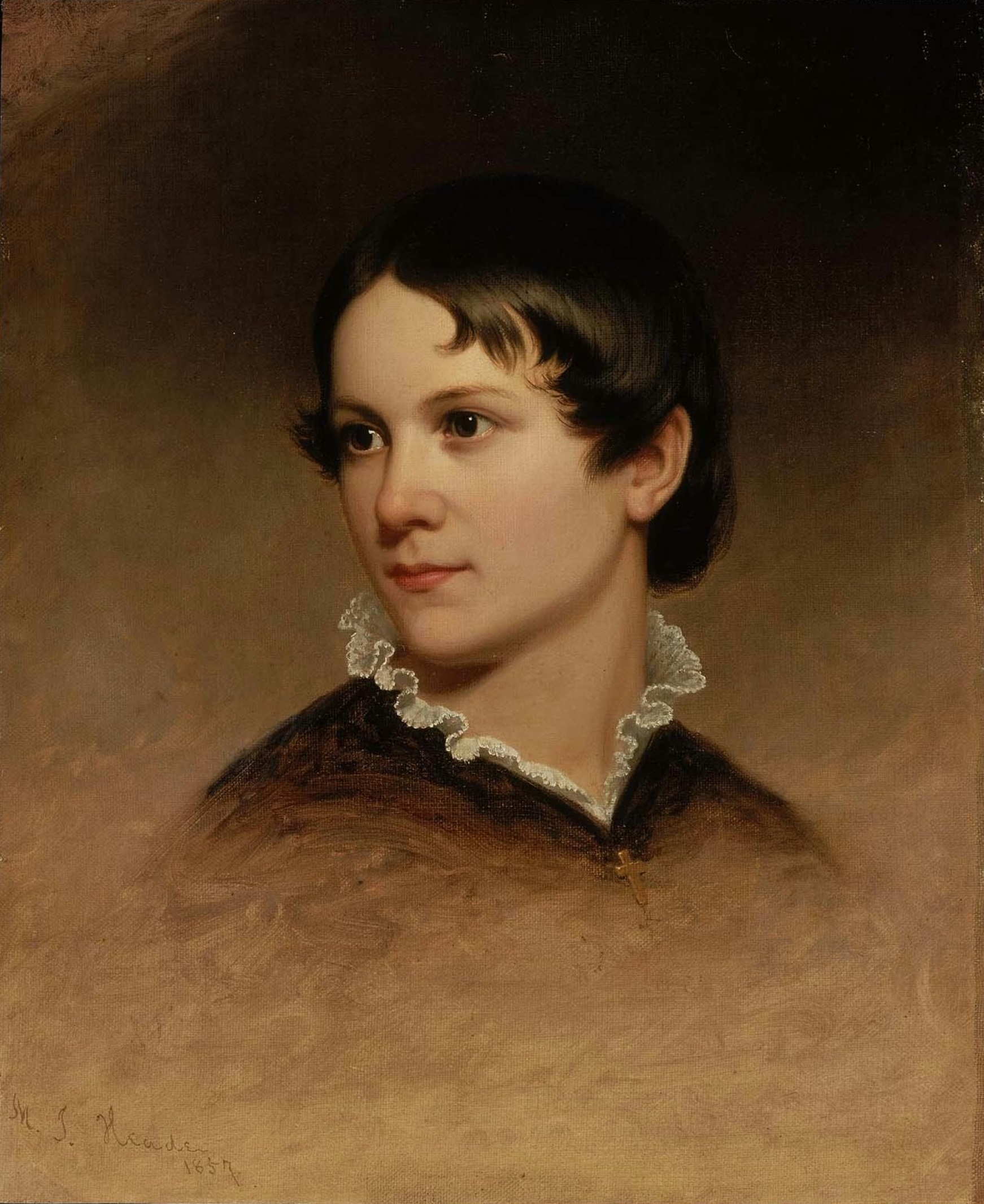
Ritratto di Mary Rebecca Clark